# Bétignicourt
Bétignicourt település Franciaországban, Aube megyében. Lakosainak száma 33 fő (2022. január 1.). Bétignicourt Braux, Chalette-sur-Voire, Lesmont, Rosnay-l’Hôpital és Saint-Christophe-Dodinicourt községekkel határos.

## Népesség
A település népességének változása:
| Lakosok száma | 40   | 39   | 34   | 31   | 31   | 32   | 33   | 34   | 34   | 33   |
|               | 1968 | 1982 | 1990 | 2006 | 2013 | 2015 | 2017 | 2019 | 2020 | 2022 |